# Schecken
Der Schecken ist ein bis zu 286 m ü. NN hoher, bewaldeter Höhenzug des Niedersächsischen Berglandes im Landkreis Hameln-Pyrmont. Er liegt südöstlich von Hameln, sein Hauptkamm verläuft in Nord-Süd-Richtung. Der Schecken erstreckt sich bei einer Breite von etwa zwei Kilometern auf vier Kilometer Länge.

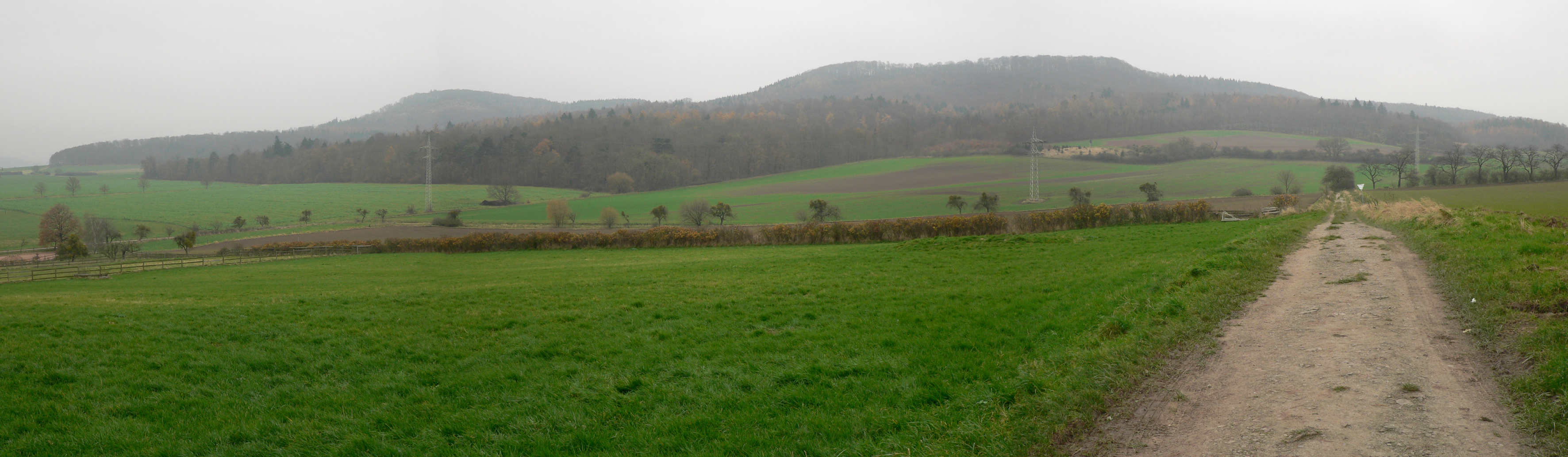
Der Schecken von Hastenbeck gesehen

## Beschreibung

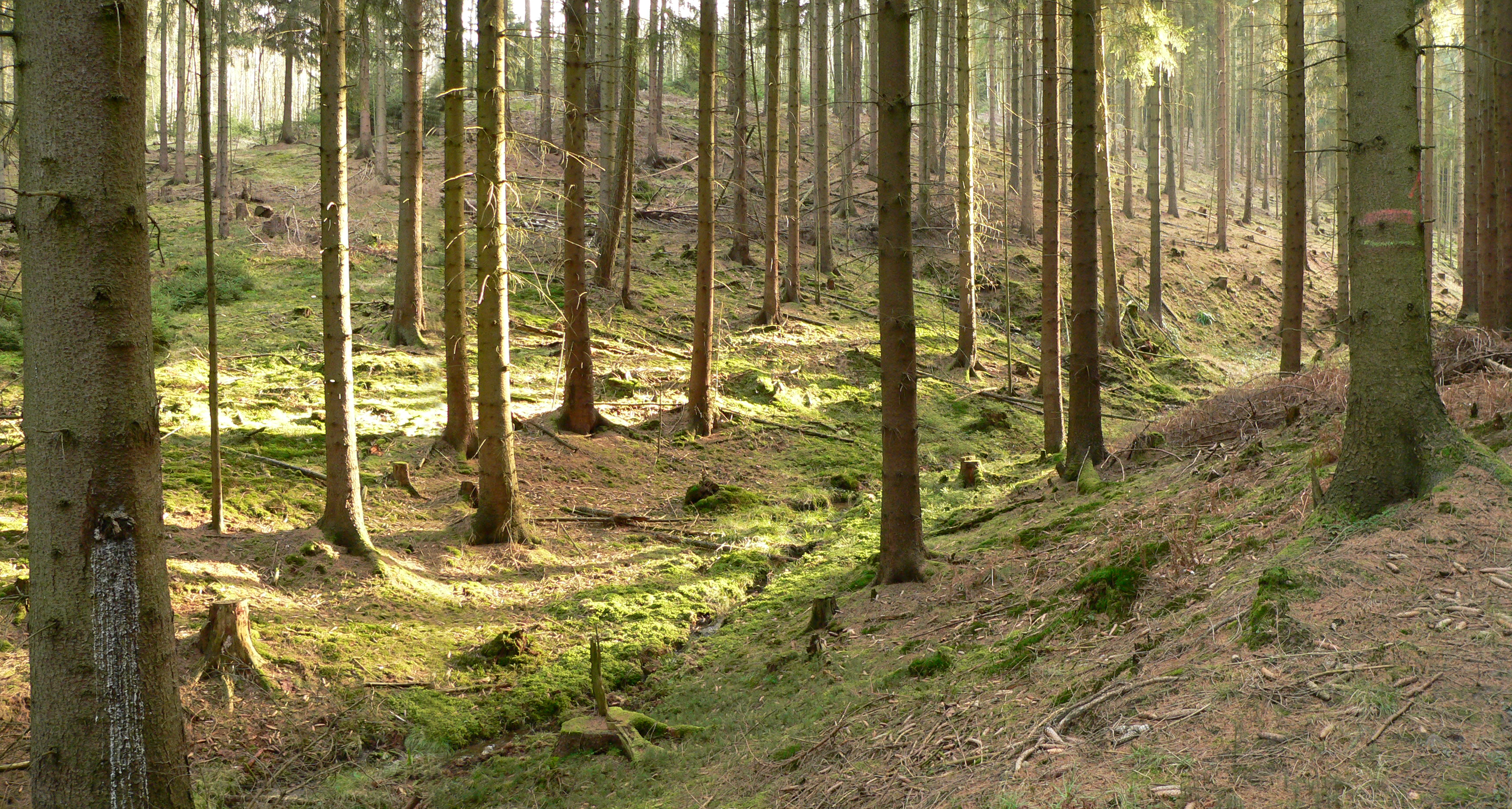
Fichtenwald in einem Bachtal im Schecken

Der Schecken wird zur naturräumlichen Region des Niedersächsischen Berglandes gerechnet. Im Engeren zählt der Höhenzug zum Esperder Bergland innerhalb des Alfelder Berglands. Südlich des Hastebachs wird er durch die Hasselburg (bis 289 m) fortgesetzt.
Die höchste Erhebung des Scheckens ist die Obensburg mit 286 m ü. NN. Darauf befindet sich die gleichnamige frühmittelalterliche Obensburg. Innerhalb der früheren Befestigungsanlage steht ein Jagdpavillon des Gutes Diedersen. Etwa 500 Meter nordöstlich bestand an einem Bachtal mit der Sassenburg eine weitere Wallburg. Die zweithöchste Erhebung des Scheckens ist die Hohe Stolle mit 272 m ü. NN.
Der Schecken fällt nach Westen zur Weserniederung in Richtung auf die Orte Hastenbeck und Afferde steil ab. Nach Osten weist er flache Hänge auf. Dort finden sich im Diedersener Gutswald zahlreiche Taleinschnitte, die teilweise von kleinen Gewässern durchzogen sind. Seit 1991 gehört der Schecken zum gleichnamigen, etwa 1200 Hektar großen Landschaftsschutzgebiet. Es umfasst den bewaldeten Höhenzug und seine landwirtschaftlich genutzten Hänge.

## Schlacht bei Hastenbeck

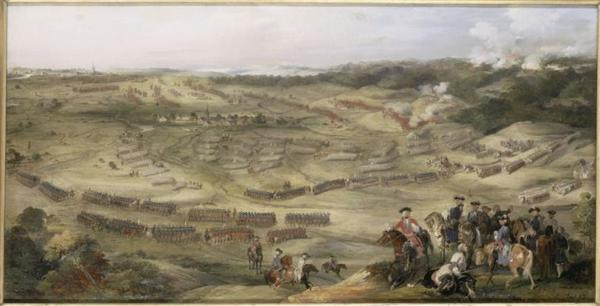
Gemälde der Schlacht bei Hastenbeck, rechts der Schecken

Während des Siebenjährigen Krieges fand westlich des Scheckens im Jahr 1757 die Schlacht bei Hastenbeck zwischen französischen Truppen und einer mit Preußen verbündeten alliierten Observationsarmee statt. Die Alliierten hatten auf der Obensburg drei Jägerkompanien stationiert. Als die französischen Truppen am 26. Juli 1757 vorrückten, nahmen sie die Obensburg ein. Im Rücken der Alliierten stehend, beschossen sie sie von oben mit Kanonen. Die Alliierten eroberten die Stellung zurück, räumten sie jedoch bald darauf wieder.

## Sage
Sagen zufolge hausten Hünen als Nachfahren der Riesen auf den Berghöhen von Klüt, Ith und der Ottensteiner Hochebene. Die Sage vom Hünen von der Obensburg berichtet von einem Riesen, der in der Hünenkuhle, einer Senke auf dem Berg, gewohnt haben soll. Als der Obensburger Hüne eines Tages den Hünen auf dem Ith besuchen wollte, drückte ihn etwas im Schuh. Er setzte sich an einen Hang am Fuße der Obensburg und schüttete den Schuh aus. Heraus fiel ein großer Stein, der noch heute unterhalb der Obensburg liegt.